# パーセル駅
パーセル駅（英語：Purcell Station）は、オクラホマ州パーセル イースト・メイン・ストリートおよびノース・サンタ・フェ・アヴェニューにある駅。

## 利用可能な鉄道路線／列車
アムトラックのパーセル駅に停車する列車は下記の通り。
オクラホマシティとフォートワース間の昼行中距離列車ハートランド・フライヤー号…1日1往復停車